# Яшуков, Андрей Михайлович
Андрей Михайлович Яшуков — советский хозяйственный и политический деятель.

## Биография
Родился в 1911 году в деревне Красная Поляна. Член КПСС.
Окончил Челябинскую межобластную политическую школу.
В 1926—1933 гг. — ученик электромонтера на шахте № 2-3, заместитель секретаря, секретарь комитета ВЛКСМ шахты № 2-3, Копейской школы городского промышленного ученичества.
В 1933—1937 гг. — электромеханик в органах пограничной охраны войск НКВД, политрук военно-учебного пункта.
В 1937—1941 гг. — секретарь Копейского райкома ВКП(б).
Участник Великой Отечественной войны: заместитель начальника армейских курсов младших лейтенантов 27-й армии по политчасти.
В 1946—1951 гг. — парторг ЦК ВКП(б) на шахте № 7—8, секретарь Копейского райкома ВКП(б)
В 1951—1963 гг. — председатель Копейского горисполкома.
В 1963—1967 гг. — заместитель председателя Копейского горисполкома.
Делегат XXII съезда КПСС.
Умер в 1982 году в Копейске.

## Награды
- Орден Отечественной войны I степени
- Орден Отечественной войны II степени
- Орден Красной Звезды
- Орден Знак Почёта